# Комплекс текстильных фабрик (Таджикистан)
В декабре 2014 года, согласно договорённости между КНР и Республикой Таджикистан, началось строительство комплекса по производству текстильной продукции в Дангаринском районе Хатлонской области Республики Таджикистан.

## Характеристика проекта
Согласно проекту, строительство комплекса планируется в 4 этапа. Будет построено 4 новых предприятия, в том числе текстильное, прядильное, швейное предприятие и цех по покраске тканей, в которых постоянной работой и высокой заработной платой будет обеспечено свыше 6 тыс. граждан Таджикистана.
Отмечается, что это совместный комплекс Таджикистана-Китая и его промышленные цеха будут построены со внедрением новейших технологий известных мировых компаний из США, Италии, Швейцарии, Германии, а также из Китая.
Данный комплекс будет построен и полностью сдан в эксплуатацию на сумму порядка 1,5 млрд сомони в течение двух лет.

## В рамках проекта
Согласно проекту, кроме строительства комплекса было спроектировано обеспечение сырьевой базы и будущий кадровый потенциал для текстильных фабрик.
В рамках реализации этого проекта путём привлечения новейших технологий в 5 районах Хатлонской области на площади более чем 15 тысяч га богарных, маловодных и вновь орошаемых земель будет налажено выращивание хлопка-сырца. Благодаря этому ещё 15 тыс. человек будут обеспечены работой.
Уже весной 2015 года на площади 5800 га земли будут выращены соответствующие климату региона сорта хлопка. До конца 2015 года будут орошены 10 тыс. га новых земель. Для этого уже ввезено 78 тракторов и другой сельскохозяйственной техники.
В трёх районах Хатлонской области, в том числе в Дангаринском и Джиликульском районах будет построено 3 хлопкоочистительных предприятия, годовая мощность которых составит более 80 тыс. тонн.
Для обеспечения комплекса квалифицированными специалистами в высших учебных технических и технологических заведениях Таджикистана и в 2 университетах Российской Федерации обучаются сотни студентов. Только в двух университетах России 640 молодых людей из Таджикистана обучаются по текстильной и другим агропромышленным специальностям, 520 из которых из Хатлонской области.
Строительство комплекса по производству текстильной продукции является одним из проектов которое начало свою реализацию согласно совместным экономическим проектам Таджикистана с зарубежными кредитными организациями. 